# Lake Nebagamon
Lake Nebagamon est un village du comté de Douglas, dans l'État du Wisconsin, aux États-Unis. En 2020, il comptait une population de 1 123 habitants.